# Arne Torp
Arne Torp, född 14 oktober 1942 i Holt i Aust-Agder, är professor emeritus i nordiska språk vid Institutt for lingvistiske og nordiske studier vid Universitetet i Oslo. Torp har skrivit flera läroböcker, både för universitet och högskola och för gymnasiet. Han var i flera år verksam för norska Språkrådet och har deltagit i flera program på radio- och tv, bland annat Typisk norsk på NRK.
2008 deltog han i en serie radioreklamer för butikskedjan Joker, där han identifierade var de olika butikerna låg, baserat på den lokala butiksinnehavarens dialekt som läste upp veckans erbjudanden.
Torp var ledare för Landslaget for språklig samling mellan 1989 och 1993. Mellan 1993 och 2003 var han redaktör för tidningen Språklig samling. Han har skrivit många böcker om språk, bland annat R – ei urokråke i språket, en bok om ljudet R.
Han är far till skådespelaren Ane Dahl Torp.